# نادي أولمبيك اليوسفية
نادي أولمبيك اليوسفية نادي رياضي مغربي من مدينة اليوسفية (المغرب) يمارس في دوري الدرجة 3 المغربي. النادي ممول بالكامل من طرف المكتب المغربي الشريف للفوسفاط، مثل أندية أولمبيك خريبكة، أولمبيك أسفي والدفاع الجديدي.
تأسس أولمبيك اليوسفية سنة 1933، تحت اسم نادي أولمبيك لويس جانتي على اسم المدينة التي كانت تحمل في السابق ذلك الاسم.